# Перенесення столиці Казахстану до Акмолу
Перенесення столиці Казахстану з Алмати до Акмолу (10 грудня 1997 року) — третє за рахунком перенесення столиці в історії Казахстану і перше в незалежному Казахстані. На відміну від попередніх, це перенесення ініційоване владою самої республіки. Стало першим та єдиним перенесенням столиці держави на пострадянському просторі, значно вплинувши на економічні та демографічні процеси в країні.

## Історія
Рішення про перенесення столиці з Алмати до Акмолу ухвалено Верховною Радою РК 6 липня 1994 року. Активним прихильником перенесення столиці став президент республіки Нурсултан Назарбаєв. 15 вересня 1995 року він підписав указ «Про столицю Республіки Казахстан», в якому дав розпорядження утворити Державну комісію для організації роботи з переміщення вищих та центральних органів влади до міста Акмолу.
Офіційно Акмола оголошена столицею Казахстану 10 грудня 1997 року.
6 травня 1998 року столицю перейменували на Астану. Міжнародне представлення Астани як нова столиця відбулося 10 червня 1998 року. Влада хотіла, щоб подання було головною подією дня у світі. Але вибір дати для презентації нової столиці виявився вкрай невдалим — саме цього дня у Франції матчем збірних Бразилії та Шотландії стартував чемпіонат світу з футболу, і увага всього світу до Астани виявилася невисокою. Як потім повідомлялося, багато чиновників у зв'язку з цією помилкою втратили свої посади.
Міністр — голова держкомісії з передислокації вищих і центральних органів в Акмолу — Фаріт Галімов (лист. 1996 — жовт. 1997).